# جزيرة تونو
جزيرة تونو وهي جزيرة من جزر إندونيسيا، وتقع مقاطعة كوتاي كارتانيغارا في إقليم كالمنتان الشرقية في إندونيسيا.